# Саулюс Бінявічюс
Саулюс Бінявічюс (23 січня 1979) — литовський плавець.
Учасник Олімпійських Ігор 2000, 2004, 2008 років.
Призер Чемпіонату Європи з плавання на короткій воді 2003 року.